# Black Pumas
Black Pumas is een Amerikaanse band uit Austin, Texas. De band bestaat uit zanger en liedjesschrijver Eric Burton en gitarist en producer Adrian Quesada. Hun muziek is te beschrijven als psychedelische soul. Hun debuutalbum Black Pumas werd in 2019 uitgebracht. 

## Ontstaan
In 2017 verhuisde Eric Burton, geboren in de San Fernando Valley en in zijn jeugd onderdeel van een kerkkoor, van Californië naar Texas. Hier kwam hij via een gezamenlijke vriend in contact met Adrian Quesada, een Grammy-winnende gitarist en producer, die naar een nieuwe samenwerkingspartner zocht. Quesada vond dat de stem van Burton een goede match was voor de nummers waar hij aan werkte, die vooral retro funk- en r&b-invloeden kenden. In 2018 besloten de twee muzikanten om Black Pumas te vormen. Korte tijd later tekenden zij een contract met ATO Records en brachten zij twee singles uit, Black Moon Rising en Fire.

## Carrière
Op 21 juni 2019 bracht het duo hun debuutalbum Black Pumas uit. Het album werd positief ontvangen door critici en kwam tot plaats 86 in de Amerikaanse Billboard 200. Daarnaast werd in Nederland plaats 46 in de Album Top 100 bereikt, terwijl in Vlaanderen plaats 70 in de Ultratop 200 Albums werd gehaald. Naar aanleiding van het album werden zij in 2020 genominerd voor een Grammy Award in de categorie Best New Artist.
In 2019 maakte Black Pumas hun televisiedebuut in CBS This Morning en brachten zij hun single "Colors" ten gehore bij Jimmy Kimmel Live!. "Colors" werd later een nummer 1-hit in de Amerikaanse Adult Alternative Airplay-hitlijst. In 2020 traden zij op bij The Ellen DeGeneres Show, The Tonight Show Starring Jimmy Fallon, Late Night with Seth Meyers en The Late Show with Stephen Colbert; bij de laatste show coverden zij "Fast Car" van Tracy Chapman.
In 2021 ontving de band Grammy-nominaties voor "Colors" in de categorieën Record of the Year en Best American Roots Performance, terwijl hun debuutalbum werd genomineerd in de categorie Album of the Year.
In januari 2021 werd Black Pumas door toenmalig president-elect Joe Biden uitgenodigd om op te treden tijdens de activiteiten rondom zijn inauguratie. Vanwege de coronapandemie trad de band virtueel op.

## Discografie

### Albums
- 2023: Chronicles Of A Diamond
- 2019: Black Pumas

### Singles
- 2018: Black Moon Rising
- 2019: Colors
- 2020: Oct 33
- 2020: Fire
- 2020: I'm Ready
- 2020: Christmas Will Really Be Christmas
- 2021: Strangers (met Lucius)

### Hitnoteringen

#### Albums
| Album met eventuele hitnotering(en) in de Nederlandse Album Top 100 | Datum van verschijnen | Datum van binnenkomst | Hoogste positie | Aantal weken | Opmerkingen |
| ------------------------------------------------------------------- | --------------------- | --------------------- | --------------- | ------------ | ----------- |
| Black Pumas                                                         | 21-06-2019            | 09-11-2019            | 46              | 4            |             |

| Album met hitnotering(en) in de Vlaamse Ultratop 200 albums | Datum van verschijnen | Datum van binnenkomst | Hoogste positie | Aantal weken | Opmerkingen |
| ----------------------------------------------------------- | --------------------- | --------------------- | --------------- | ------------ | ----------- |
| Black Pumas                                                 | 21-06-2019            | 29-06-2019            | 70              | 25           |             |

#### Singles
| Single met hitnotering(en) in de Vlaamse Ultratop 50 | Datum van verschijnen | Datum van binnenkomst | Hoogste positie | Aantal weken | Opmerkingen |
| ---------------------------------------------------- | --------------------- | --------------------- | --------------- | ------------ | ----------- |
| Colors                                               | 26-04-2019            | 18-05-2019            | tip46           | -            |             |
| Fire                                                 | 08-03-2019            | 02-11-2019            | tip             | -            |             |
| Confines                                             | 31-07-2020            | 15-08-2020            | tip             | -            |             |
| Oct 33                                               | 04-09-2020            | 12-09-2020            | tip             | -            |             |

#### NPO Radio 2 Top 2000
| Nummer met noteringen in de NPO Radio 2 Top 2000 | '21  | '22  | '23  | '24 |
| ------------------------------------------------ | ---- | ---- | ---- | --- |
| Colors                                           | 1497 | 1017 | 1005 | 767 |

1. ↑  Een vetgedrukt getal geeft de hoogste notering aan.
2. ↑  2021 was het eerste jaar met een notering voor dit nummer.